# Дурарбейли, Васиф
Васиф Дурарбейли (азерб. Vasif Durarbəyli, 24 февраля 1992, Сумгаит) — азербайджанский шахматист, гроссмейстер (2010).
В составе сборной Азербайджана участник 37-й Олимпиады (2006) в Турине.

## Изменения рейтинга
| Графики недоступны из-за технических проблем. См. информацию на Фабрикаторе и на mediawiki.org. |